# Gorath
Gorath (cunoscut în Japonia ca 妖星ゴラス Yosei Gorasu - Calamity Star Gorath) este un film SF japonez  din 1962 regizat de Ishirō Honda. În rolurile principale joacă actorii Ryo Ikebe, Yumi Shirakawa, Takashi Shimura. Scenariul este realizat de Takeshi Kimura după o povestire de Jojiro Okami.